# Клерки 3
«Клерки 3» (англ. Clerks III) — фільм американського режисера Кевіна Сміта, продовження фільмів «Клерки» (1994) і «Клерки 2» (2006). Головні ролі в ньому зіграють Браян О'Геллоран, Джефф Андерсон, Мерілін Гільотті, Розаріо Довсон, Тревор Ферман, Джейсон Мьюз та сам Сміт. Зйомки картини розпочалися у серпні 2021 року.

## Сюжет
Один із героїв фільму, Рендал Грейвс, переносить серцевий напад. Тепер він починає інакше ставитися до життя та вирішує зняти фільм про роботу свого магазину. Сміт анонсував картину так: Це буде фільм, який завершить сагу. Це буде фільм про те, що ти ніколи не станеш надто старим, щоб повністю змінити своє життя. Це буде фільм про те, як десятирічна дружба нарешті стикається з майбутнім. Це буде фільм, який поверне нас на початок — до повернення до колиски цивілізації у великому штаті Нью-Джерсі. Це буде фільм, в якому знімуться Джефф і Браян О'Галлоран, а ми з Джеєм зіграємо другорядні ролі. І це буде фільм під назвою Клерки III! ".

## У ролях
- Браян О'Геллоран — Данте Хікс
- Джефф Андерсон — Рендал Грейвс
- Мерілін Гільотті — Вероніка Лоурен
- Розаріо Довсон — Беккі Скотт
- Тревор Ферман — Еліас Гровер
- Джейсон Мьюз — Джей
- Кевін Сміт — Мовчазний Боб
- Емі Седаріс — доктор Ладенхайм
- Бен Аффлек
- Фред Армісен
- Сара Мішель Геллар
- Фредді Принц-молодший
- Ентоні Майкл Голл
- Мелісса Бенойст

## Виробництво
Сценарій третіх «Клерків» Кевін Сміт почав писати ще в 2013. У 2015 році після повного провалу «Йоганутих» з'явилися новини, що зйомки «Клерків-3» знову почнуться, проте натомість Сміт зайнявся перезавантаженням Джея та Мовчазного Боба. У січні 2021 року Сміт оголосив, що дописав сценарій. Нарешті, у липні 2021 року компанія Lionsgate купила права на картину і робота над проєктом перейшла в активну фазу.
Зйомки картини почалися в Нью-Джерсі 2 серпня 2021 (у день народження Сміта). У проєкті зайняті ті ж актори, що й у перших двох частинах франшизи: Джефф Андерсон грає Рендала Грейвса, Браян О'Геллоран Данте Хікса, Джей Мьюз Джея, а режисер — Мовчазного Боба.

## Рецензії
На сайті агрегатора рецензій Rotten Tomatoes фільм «Клерки 3» має рейтинг 63% на основі 126 рецензій, із середньою оцінкою 6/10. Консенсус критиків на сайті звучить так: «Клерки 3 навіть не повинні були вийти сьогодні - але це напрочуд емоційне повернення до «Швидкої зупинки» завершує трилогію в приємній для фанатів манері" . Сайт Metacritic присвоїв фільму середньозважену оцінку 50 зі 100, спираючись на 25 рецензій, що свідчить про “змішані або середні відгуки”. 